# Чуса
Чуса — река в Холмогорском районе Архангельской области России.
Протекает по территории Белогорского сельского поселения. Впадает в Пинегу по правому берегу в 64 км от её устья, юго-западнее деревни Гбач. Длина реки — 22 км. Близ устья реку пересекает мост участка «Белогорский — Пинега» автодороги «Архангельск — Кимжа — Мезень».